# Ceratozamia microstrobila
Ceratozamia microstrobila es una especie de planta de la familia Zamiaceae. Es endémica de México, está amenazado por la pérdida de hábitat.

## Fuente
- Donaldson, J.S. 2003.  Ceratozamia microstrobila.   2006 Lista Roja de la UICN de Especies Amenazadas. Descargado el 21 de agosto de 2007.